# Projet Babylone
Le projet Babylone est un projet de canon spatial lancé par l’Irak en 1988, sous la direction de l’ingénieur canadien Gerald Bull. Le projet prit fin en 1990 à la suite de l’assassinat de celui-ci et à la Guerre du Golfe.

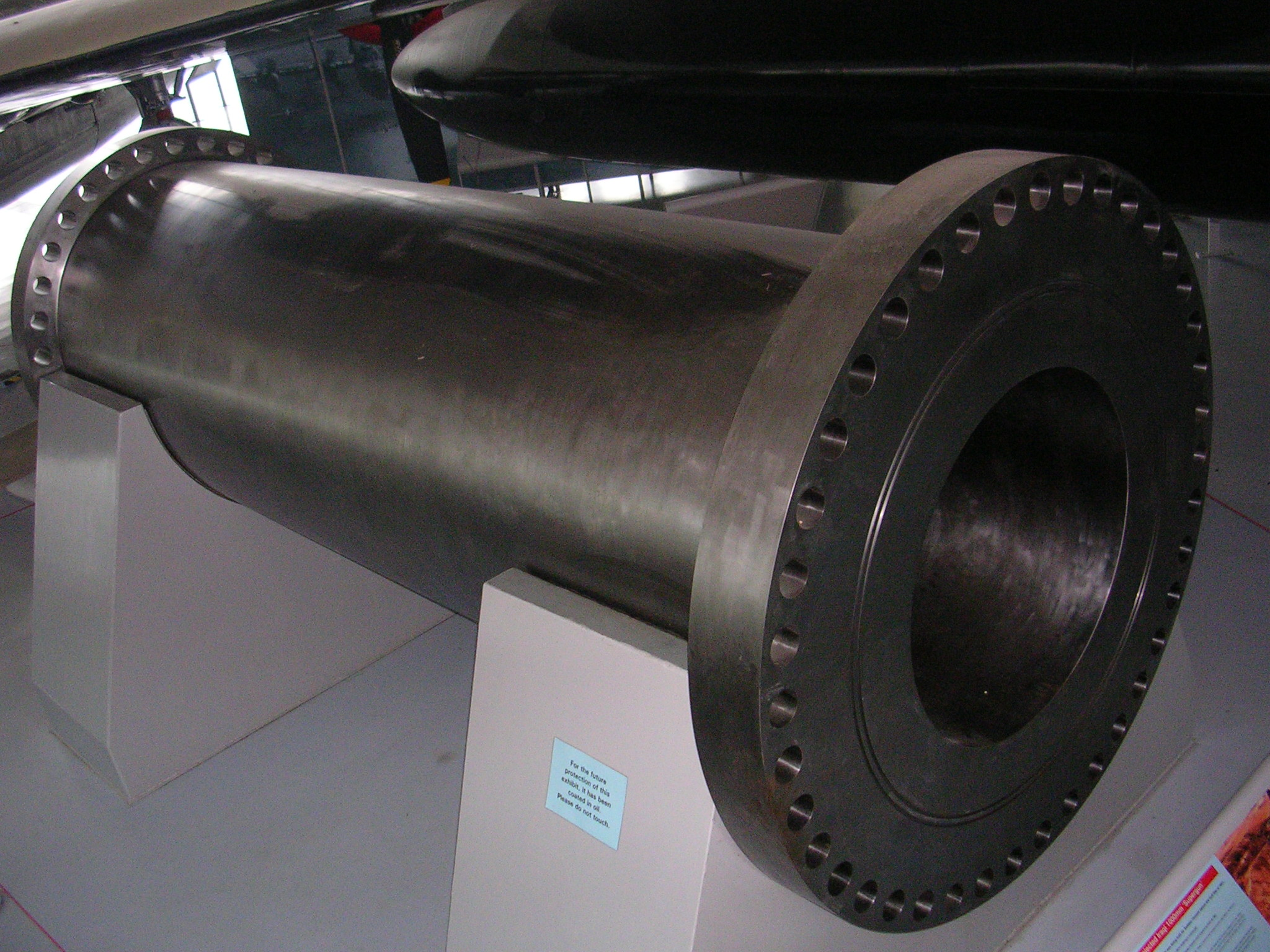
Élément appartenant à un prototype du projet Babylone, exposé à l’Imperial War Museum Duxford.

## Contexte

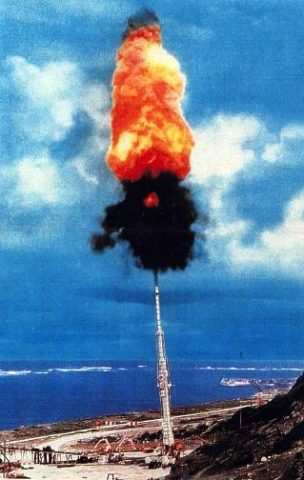
Tir d’un canon du projet HARP.

Au début des années soixante, l’ingénieur canadien Gerald Bull avait lancé l’idée que des canons géants pouvaient être utilisés pour lancer à haute altitude des projectiles contenant des instruments de mesure, pour un coût très inférieur à celui d’une fusée. Après avoir commencé le développement d’un projet de ce type au Canada, il parvint à obtenir en 1961 le soutien de l’US Army pour ce qui devint le projet HARP. Plusieurs canons furent installés à partir de 1962 à la Barbade et à Yuma, mais l’US Army mit fin au projet en 1967, les résultats ne s’étant pas montrés à la hauteur : si les canons parvenaient effectivement à tirer des projectiles à très haute altitude, les instruments qu’ils contenaient ne résistaient généralement pas aux facteurs de charge considérablement plus important avec cette méthode qu’avec une fusée, limitant l’intérêt du projet. Dans les décennies suivantes, Bull développa des systèmes d’artillerie plus classique, comme le GC-45 (en), mais ne cessa jamais de promouvoir son concept de canon spatial. Il semble ainsi être parvenu à convaincre les Irakiens de financer un projet de ce type alors qu’il produisait pour eux le système d'artillerie autopropulsé Al Faw.

## Historique
Dans un premier temps, deux structures furent montées pour gérer le développement : Bull créa à Athènes l’Advanced Technology Institute, tandis que du côté irakien, le projet était confié à Amir Hamudi Hasan al-Sadi.

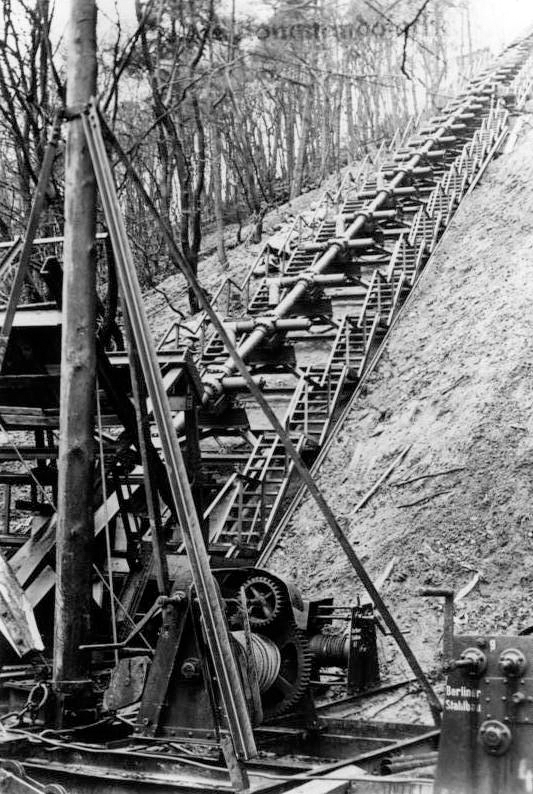
Un canon V3 allemand de la Seconde Guerre mondiale.

Le premier prototype construit fut le Système 350, un canon de 350 mm inspiré des V3 allemands de la Seconde Guerre mondiale. Pour les premiers tests, le canon fut installé à l’horizontal, puis fut déplacé dans les montagnes de Hamrin, près de Kirkouk, où il fut remonté à flanc de colline pour pouvoir tirer à 45° ; aucun tir n’eut cependant lieu une fois le canon en place. Des variantes du Système 350 furent également réalisées, comme le Système 350 ET qui, à l’inverse de son parent, n’était pas totalement fixe, mais pouvait être dans une certaine mesure ajusté en élévation et en traverse.
En parallèle, Bull et les Irakiens travaillaient sur un projet beaucoup plus grand, le Système 1000 qui, comme son nom l’indique, devait tirer un projectile de mille millimètres de diamètre. Ne disposant pas des capacités industrielles nécessaires à la production des sections du tube de l’arme, l’Irak se les procura à l’étranger en les faisant passer pour des éléments de pipeline. Il y eut également des plans pour un Système 600 et un projet Babylone 2, dont le but était de concevoir un projectile guidé.
Toutefois, tout comme ses prédécesseurs, le projet Babylone montra rapidement ses limites. Les Irakiens étaient notamment agacés du fait que Bull leur avait promis une arme fonctionnelle pour un budget de dix millions de dollars, mais qu’en 1990 le projet avait déjà coûté le double, pour peu de résultats. Par ailleurs, les voisins de l’Irak, en particulier l’Iran et Israël, ne croyaient guère aux affirmations de Bull et de l’Irak comme quoi le projet était uniquement de construire un canon spatial et y voyait plutôt un moyen de les bombarder en profondeurs avec des projectiles chimiques.
Le 22 mars 1990, Gerald Bull est abattu de deux balles dans la nuque devant son immeuble à Bruxelles ; bien que des doutes subsistent sur l’identité réelle du commanditaire, l’assassinat a été largement attribué au Mossad. Sa mort porte un coup d’arrêt au projet, qui est définitivement arrêté à la suite de la défaite de l’Irak pendant la Guerre du Golfe. En accord avec les termes de l’armistice, les installations et les éléments liés au projet Babylone furent alors démantelés et détruit sous la supervision des Nations-Unies.